# Diabolicele (film din 1955)
Diabolicele  (în franceză Les Diaboliques) este un film franțuzesc din 1955 regizat de Henri-Georges Clouzot, cu actorii Simone Signoret, Véra Clouzot, Paul Meurisse și Charles Vanel în rolurile principale. Este bazat pe romanul Celle qui n'était plus de Pierre Boileau și Thomas Narcejac. Filmul a fost refăcut în1996 de regizorul Jeremiah S. Chechik (care a mai regizat anterior Un Crăciun de neuitat).

## Distribuție
- Simone Signoret – Nicole Horner, profesoara de latină, amanta lui Michel
- Véra Clouzot – Christina Delassalle, profesoara de engleză, soția lui Michel
- Paul Meurisse – Michel Delassalle, directorul institutului privat, soțul neplăcut
- Charles Vanel – Alfred Fiche, comisarul retras
- Pierre Larquey – M. Drain, un profesor de la Institutul Delassalle
- Michel Serrault – M. Raymond, un profesor de la Institutul Delassalle
- Jean Brochard – M. Plantiveau, portarul institutului
- Noël Roquevert – M. Herboux, soțul unei profesoare de liceu, chiriașul plângăreț
- Georges Chamarat – doctorul Loisy, cardiolog
- Thérèse Dorny – dna. Herboux, agrégée de gramatică, locatara lui Nicole la Niort
- Aminda Montserrat – dna. Plantiveau
- Madeleine Suffel – la dégraisseuse (nemenționat)[2]
- Jean Témerson – băiatul la hotel
- Jacques Hilling – angajatul institutului medico-legal
- Robert Dalban – benzinarul
- Jacques Varennes – doctorul Bridoux
- Georges Poujouly – Soudieu, un elev
- Yves-Marie Maurin – Moynet, eleva de la institut
- Jean Lefebvre – Robert
- Camille Guérini – fotograful

nemenționați
- Henri Coutet – angajatul de la morgă
- Henri Humbert – Patard, elev la institut[2]
- Michel Dumur – le jeune Ritberger, elev la institut[2]
- Jean-Pierre Bonnefous – tânărul Gascuel, elev la institut[2]
- Roberto Acon Rodrigo – micul Joselito, elev la institut[2]
- Jean Clarieux – șoferul de taxi[2]
- Christian Brocard – un bărbat la morgă[2]
- Jimmy Urbain – un elev de la institut[2]
- Johnny Hallyday – Jean-Philippe Smet, un elev
- Christian Bouhier – un elev
- Philippe Derouet – un elev
- Zappy Max – el însuși (vocea la radio)[2]

## Producție
Povestea îmbină elemente de thriller și de groază, cu scenariul care se concentrează asupra unei femei și a amantei soțului ei, care conspiră să-l ucidă pe om; după comiterea crimei, totuși, corpul său dispare și apar o serie de evenimente ciudate. Filmul a fost pe locul 10 după încasări în 1955, cu un total de 3.674.380 de spectatori în Franța.
Clouzot, imediat după terminarea filmului Salariul groazei, a optat pentru drepturile de autor ale acestui scenariu, împiedicându-l pe Alfred Hitchcock să facă filmul.  Acest film a ajutat la inspirarea filmului lui Hitchcock, Psycho. Robert Bloch însuși, autorul romanului Psycho, a declarat într-un interviu că filmul său de groază preferat din toate timpurile timpului este Diabolicele.

## Legături externe
- Diabolicele Arhivat în 16 martie 2018, la Wayback Machine. la CinemaRx.ro
- Diabolicele la Cinemagia.ro